# Hermann Giefer
Hermann Giefer (ur. 1 marca 1947 w Koblencji) – niemiecki aktor filmowy, telewizyjny i teatralny.

## Kariera
W latach 1976-1977 uczęszczał na prywatne lekcje aktorstwa u Ulricha Beigera. Hermann Giefer ma w swoim dorobku kilka znanych ról teatralnych i w serialach telewizyjnych. Znane role to m.in.:Forsthaus Falkenau, Dahoam is Dahoam, Sophie – panna młoda mimo woli, gdzie wcielił się w postać hrabiego Otto von Ahlena. Grał tytułową postać w serialu Dr. Urnat. W Polsce znany jest głównie z roli burmistrza Luisa w serialu Doktor z alpejskiej wioski. Grał również w drugiej wersji serialu pt. Górski lekarz postać Franza. Jest na razie jedynym aktorem, który zagrał w obu wersjach tego serialu. W 2016 otrzymał nagrodę Fundacji Felixa Burdy  za rolę Martina Kirchleitnera w serialu Bayerischer Rundfunk Dahoam is Dahoam (2008-2012).

## Filmografia

### Filmy
- 1979: Zum Gasthof der spritzigen Mädchen jako Sepp
- 1980: Der Kurpfuscher und seine fixen Töchter jako pacjent
- 1980: Drei Lederhosen in St. Tropez jako Vitus
- 1982: Die liebestollen Lederhosen jako Traugott Holzwurm
- 1986: Wie treu ist Nik? jako dziennikarz
- 1992: Die Schwindelnichte (TV) jako Hans
- 1992: St. Pauli in St. Peter (TV) jako Christian
- 1998: Die Wallfahrt (TV) jako Hofwirt
- 1999: Die Bissgurrn (TV) jako Rohrberger
- 2001: Das Schneeparadies (TV) jako Ludwig
- 2001: Geregelte Verhältnisse jako Gregor
- 2004: Skandal im Doktorhaus (TV) jako Wolfe Lanzinger, weterynarz
- 2019: Komödienstadel: Ein Bayer in der Unterwelt (TV) jako Fürst Friedrich

### Seriale TV
- 1984: Tatort: Heißer Schnee jako Kellner
- 1989-2010: Forsthaus Falkenau jako Hermann Koller
- 1992–1997: Doktor z alpejskiej wioski (Der Bergdoktor) jako Luis
- 1995-1996: Jede Menge Leben jako Matthias Hassencamp
- 1996-1997: Kurklinik Rosenau jako Gernot Warburg
- 2000: Medicopter 117 (Medicopter 117 – Jedes Leben zählt) jako Hermann Gruber
- 2005-2006: Sophie – panna młoda mimo woli (Sophie – Braut wider Willen) jako hrabia Otto von Ahlen
- 2006: Nasz Charly (Unser Charly) jako Jens Breuer
- 2008: Tatort: Liebeswirren jako Karl Kernbeiss
- 2008–2009: Górski lekarz (Der Bergdoktor) jako Franz
- 2008-2012: Dahoam is Dahoam jako Martin Kirchleitner